# Pheidole susannae
Pheidole susannae är en myrart som beskrevs av Auguste-Henri Forel 1886. Pheidole susannae ingår i släktet Pheidole och familjen myror.

## Underarter
Arten delas in i följande underarter:
- P. s. atricolor
- P. s. obscurior
- P. s. susannae

## Bildgalleri

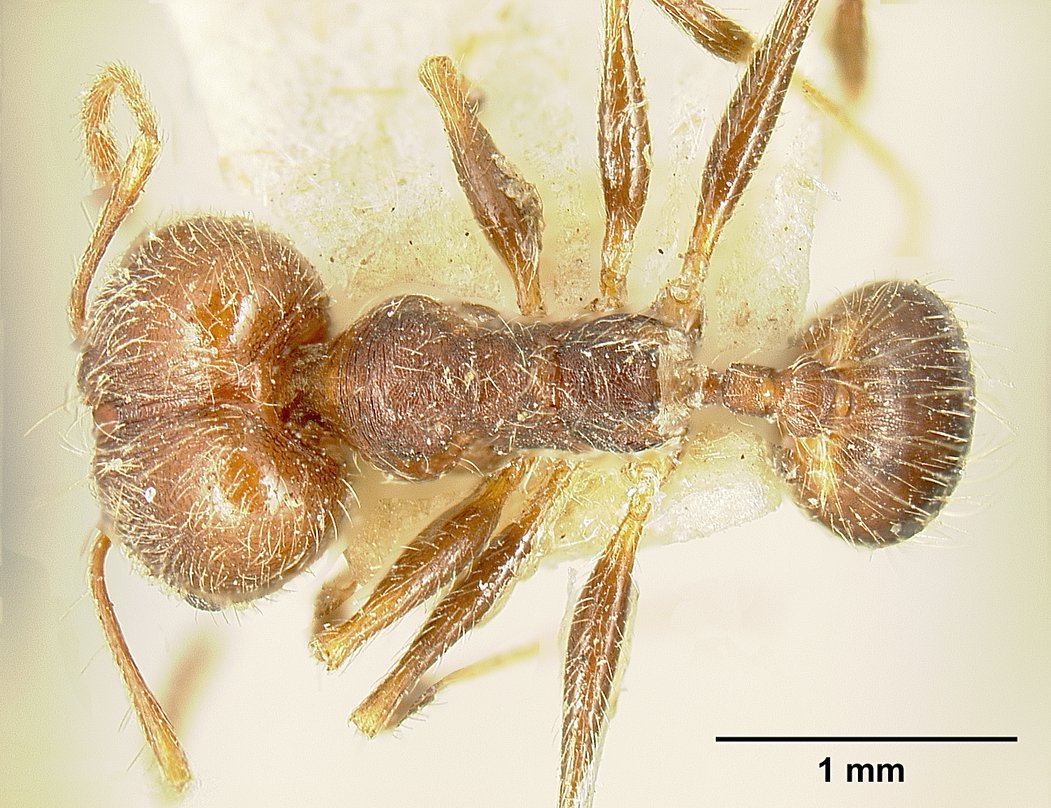
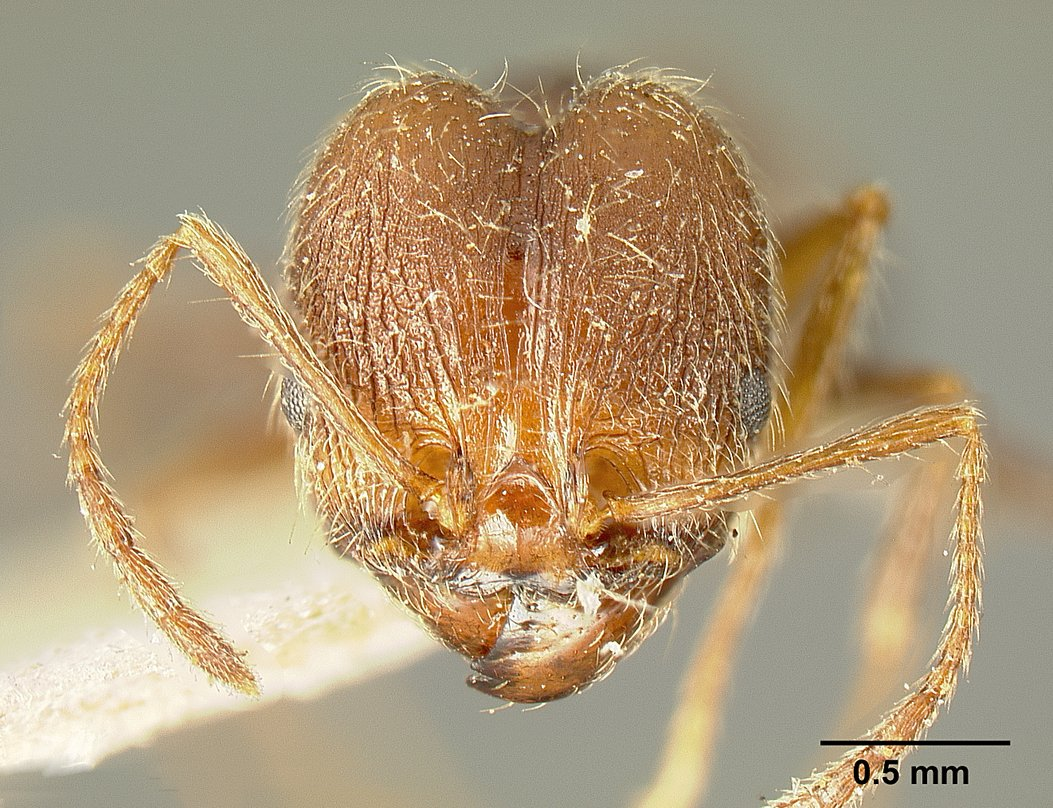
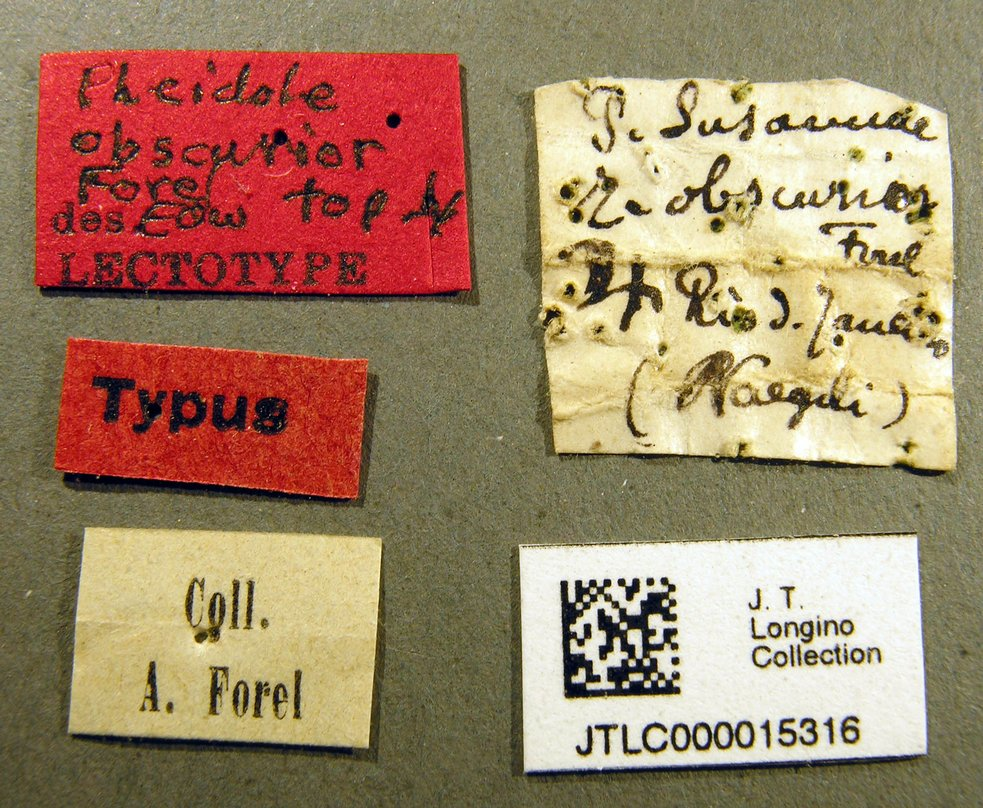
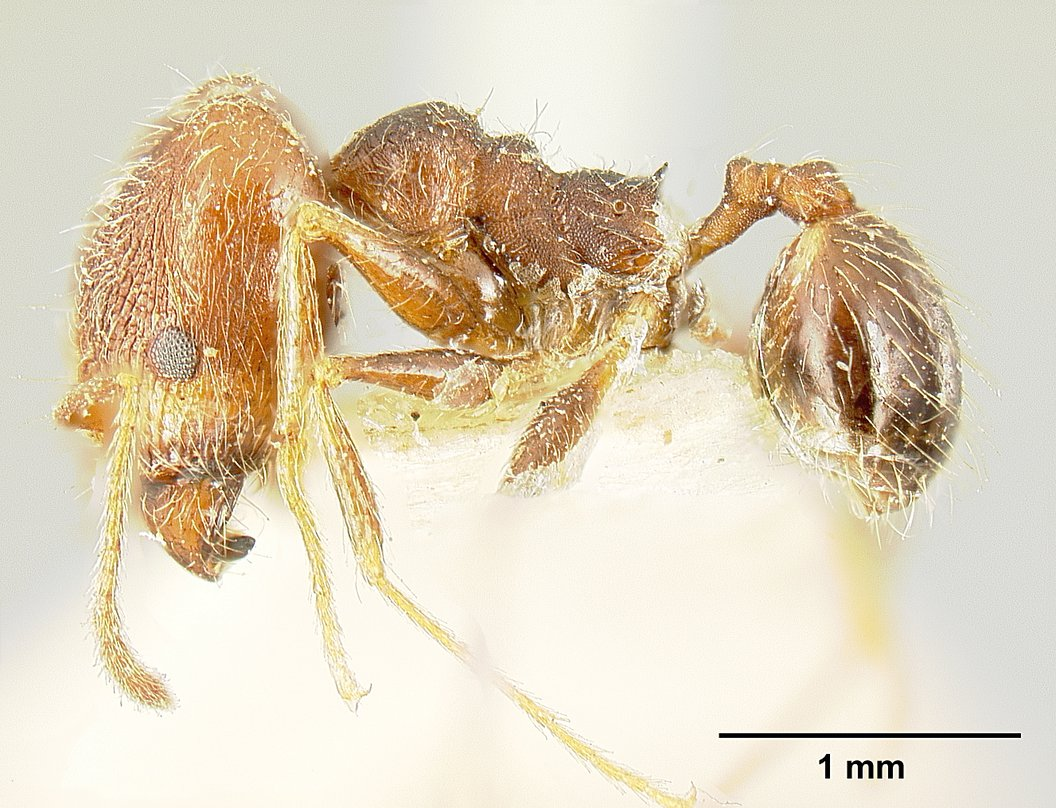
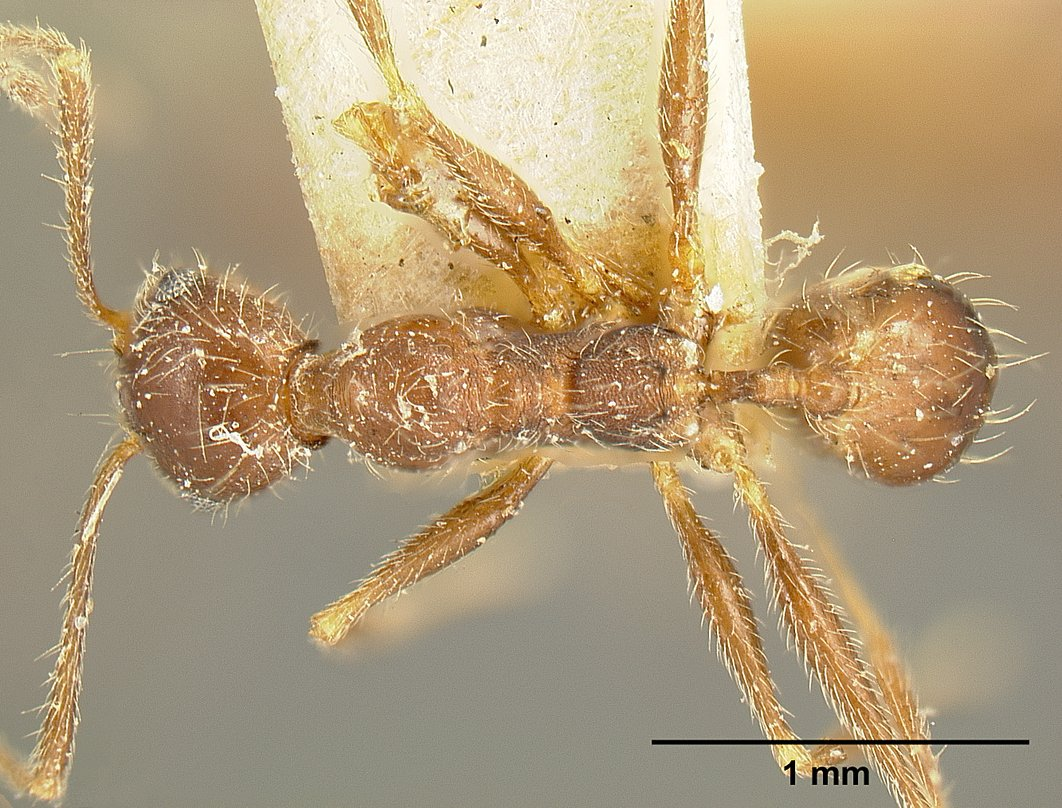
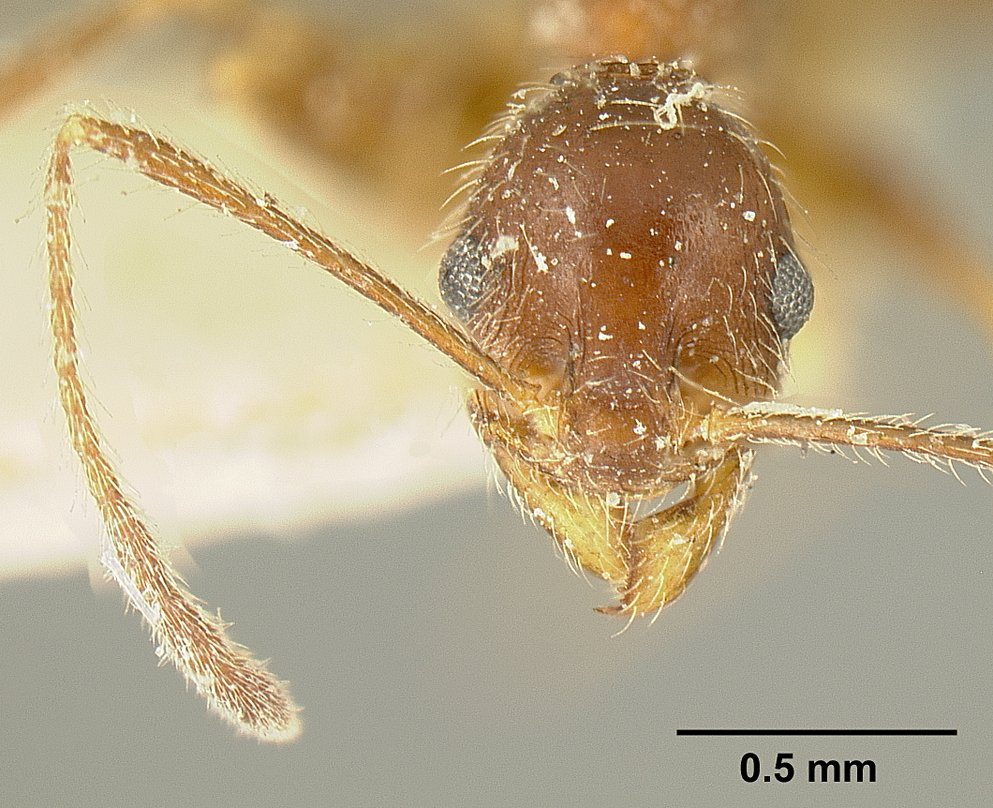